# Fábio Simplício
Fábio Simplício (n. 23 septembrie 1979) este un fost fotbalist brazilian.

## Statistici
| Brazilia | Brazilia | Brazilia |
| An       | Meciuri  | Goluri   |
| -------- | -------- | -------- |
| 2009     | 1        | 0        |
| Total    | 1        | 0        |